# Gynoplistia flavofemorata
Gynoplistia flavofemorata là một loài ruồi trong họ Limoniidae. Chúng phân bố ở miền Australasia.